# Justify
«Justify» es el segundo sencillo del más reciente álbum de la banda finlandesa The Rasmus. La grabación del videoclip se llevó a cabo el primer fin de semana de noviembre. Y este fue lanzado el 12 de diciembre por MTV Finlandia (para este país).
La fecha de lanzamiento del sencillo fue el 19 de enero de 2009.

## Video
La historia se enfoca en Lauri, quién está encadenado a una silla en el fondo de una piscina vacía, donde comienza a derramar lágrimas negras, es así que la piscina lentamente tiende a llenarse, y al final del video Lauri queda cubierto por ella.
El cantante tuvo que sentarse en el agua por casi tres días para terminar el clip. La idea del video fue de Pauli, guitarrista de la banda.

## Posicionamiento
| Listas (2008–2009)     | Posiciones |
| ---------------------- | ---------- |
| Austria Singles Chart  | 61         |
| German Singles Chart   | 56         |
| Slovakia Airplay Chart | 72         |